# Archaismus
Archaismus je označení pro zastaralý jazykový prvek (z dřívější podoby jazyka). Může se jednat o zastaralý prvek fonetiky jazyka (například košula místo košile), o zastaralý gramatický tvar (například peku místo peču, -ti jako koncovka infinitivu, např. platiti, dýchati), o zastaralý prvek slovní zásoby (například šlojíř místo závoj), o zastaralý obrat či slovosled (například nůž ten věru ostrý místo ten opravdu ostrý nůž).
Mnohé archaismy jsou současnými mluvčími snadno srozumitelné (pouze působí zvláštně), jiné, zejména lexikální, už mohou být pro většinu uživatelů jazyka neproniknutelné. Různé archaické jevy a výrazy bývají charakteristické pro určitá nářečí.
Některé archaismy jsou stále součástí živého resp. spisovného jazyka a jejich zastaralost se projevuje jen při srovnání s celkovým stavem jazyka – např. geomorfologický termín hrúd, převzatý z nářečí (-ú- se v této poloze systematicky změnilo v -ou-). Jinak se archaismus může v textu vyskytnout jako bezděčná součást vyjadřování pisatele nebo mluvčího, nebo může být použit záměrně pro navození nálady minulé doby.
Hranice mezi archaismy a historismy není pevná.